# Gemelli Kray
Reginald Kray (Haggerston, 24 ottobre 1933 – Norwich, 1º ottobre 2000) e  
Ronald Kray (Londra, 24 ottobre 1933 – Londra, 17 marzo 1995), meglio noti come i “gemelli Kray”, sono stati due mafiosi britannici responsabili della criminalità organizzata nell'East End di Londra, in Inghilterra, dalla fine degli anni cinquanta al 1967. Con la loro banda, nota come Firm, i gemelli Kray furono coinvolti in omicidi, rapine a mano armata, incendi dolosi, racket, gioco d'azzardo e aggressioni.
Negli anni sessanta, in qualità di proprietari di locali notturni del West End, i gemelli Kray frequentarono politici e personaggi dello spettacolo di spicco come Diana Dors, Frank Sinatra e Judy Garland. Divennero essi stessi delle celebrità, furono fotografati da David Bailey e intervistati in televisione.
I gemelli Kray furono arrestati l'8 maggio 1968 e condannati nel 1969 grazie agli sforzi dei detective guidati dal sovrintendente Leonard "Nipper" Read. Ognuno di loro fu condannato all'ergastolo. Ronnie fu ricoverato al Broadmoor Hospital nel 1979 e vi rimase fino alla sua morte, avvenuta il 17 marzo 1995 a causa di un attacco cardiaco; Reggie fu rilasciato per motivi compassionevoli nell'agosto 2000, cinque settimane prima di morire di cancro alla vescica.

## Biografia
Ronald e Reginald Kray nacquero il 24 ottobre 1933 a Haggerston, nella zona est di Londra, da Charles David Kray (1907-1983), rigattiere, e Violet Annie Lee (1909-1982). I fratelli erano gemelli identici, con Reggie nato 10 minuti prima di Ronnie. I genitori avevano già un figlio di sei anni, Charles James (1927-2000). Una sorella, Violet (nata nel 1929), morì in tenera età. Quando i gemelli avevano tre anni, contrassero la difterite. La famiglia Kray era governata dalla madre, che rimase l'influenza più importante su di loro durante l'infanzia. Il padre, Charles Kray Sr., era uno straccivendolo con la passione per l'alcool. Il lavoro di Kray Sr. lo portò a condurre uno stile di vita semi-nomade, in quanto viaggiava per tutto il sud dell'Inghilterra alla ricerca di cianfrusaglie da vendere e, anche quando era a Londra, lo si vedeva più spesso nei pub che a casa con la famiglia. I gemelli Kray frequentarono prima la Wood Close School a Brick Lane e poi la Daniel Street School. Nel 1938 la famiglia si trasferì da Stean Street a Haggerston al 178 di Vallance Road a Bethnal Green.
Violet Kray era considerata una piccola celebrità a Bethnal Green per aver dato alla luce e cresciuto una coppia di gemelli sani in un periodo in cui il tasso di mortalità infantile e giovanile era elevato nella classe operaia britannica. Nel periodo tra le due guerre, era normale che uno dei gemelli nati nelle famiglie della classe operaia morisse prima dell'età adulta, mentre era molto insolito che entrambi i gemelli sopravvivessero, rendendo Violet Kray oggetto di molta ammirazione a Bethnal Green, cosa che la portò ad avere un ego esagerato.
A Bethnal Green c'era la sensazione di una vicinanza emotiva quasi innaturale tra i due gemelli e la loro madre, che rifuggiva la compagnia degli altri. Ronnie in seguito affermò a proposito della sua infanzia: "Avevamo nostra madre, e avevamo l'un l'altro, quindi non abbiamo mai avuto bisogno di nessun altro". Uno dei cugini dei Kray che frequentava la scuola con loro, Billy Wilshire, ha ricordato: "È difficile dire esattamente perché, ma non erano come gli altri bambini". Il biografo dei Kray, John Pearson, ha sostenuto che Violet Kray abbia piantato i semi del narcisismo che i gemelli avrebbero manifestato da adulti, incoraggiando i suoi figli a pensare a se stessi come straordinari, viziando al contempo ogni loro capriccio.
Durante la seconda guerra mondiale, Kray Sr. fu un disertore dell'esercito britannico, in quanto fu arruolato nel settembre del 1939 e disertò poco dopo perché trovava la vita del soldato poco piacevole. Kray Sr. trascorse i successivi 15 anni da latitante, venendo infine arrestato nel 1956 con l'accusa di diserzione. Durante la seconda guerra mondiale, i gemelli furono evacuati a East House presso Hadleigh, nel Suffolk, con la madre Violet e il fratello maggiore Charles. Rimasero a East House con i proprietari Dr e Mrs Style per circa un anno prima di tornare a Londra, poiché Violet sentiva la mancanza dei suoi amici e della sua famiglia. Mentre si trovavano a Hadleigh, i gemelli frequentarono la Bridge Street Boys' School. Quando i gemelli furono intervistati nel 1989 mentre si trovavano al Broadmoor Hospital, Ronnie descrisse Hadleigh come la loro prima volta in campagna. Ciò che attraeva i gemelli era "la tranquillità, la pace, l'aria fresca, un bel paesaggio, una bella campagna - diversa da Londra. Eravamo soliti andare in una grande casa chiamata Constitution Hill e andavamo a slittare lì in inverno".
L'influenza del nonno materno, Jimmy "Cannonball" Lee, fece sì che i fratelli si avvicinassero al pugilato amatoriale, allora un passatempo popolare per i ragazzi della classe operaia dell'East End. La rivalità tra fratelli li spronò ed entrambi ottennero un certo successo. Ronnie era considerato il più aggressivo dei due gemelli e da adolescente era costantemente coinvolto in risse per strada. Lo studioso britannico Jonathan Raban scrisse che Ronnie aveva un "basso quoziente intellettivo", ma che era un avido lettore a cui piacevano soprattutto i libri su T.E. Lawrence, Orde Wingate, Al Capone e la malavita di Chicago nei "ruggenti anni Venti". Raban attribuì gran parte della "selvaggia petulanza" di Ronnie da adolescente alla sua rabbia al fatto che dovesse nascondere le sue tendenze bisessuali.

### Servizio militare
I Kray furono chiamati a prestare servizio nell'esercito britannico nel marzo 1952. Pur essendosi presentati al deposito dei Royal Fusiliers presso la Torre di Londra, i due tentarono di andarsene dopo pochi minuti. Quando il caporale in carica cercò di fermarli, fu gravemente ferito da Ronnie con un pugno sulla mascella. I Kray tornarono a piedi alla loro casa nell'East End. La mattina seguente furono arrestati dalla polizia e consegnati all'esercito. A settembre, mentre erano di nuovo assenti senza permesso, i gemelli aggredirono un agente di polizia che aveva cercato di arrestarli: furono tra gli ultimi prigionieri ad essere detenuti nella Torre di Londra prima di essere trasferiti per un mese nella prigione militare di Shepton Mallet, nel Somerset, in attesa della corte marziale.
Dopo la condanna, entrambi furono inviati al carcere della Home Counties Brigade Depot dei Buffs a Canterbury, nel Kent. Tuttavia, quando fu chiaro che sarebbero stati entrambi congedati con disonore dall'esercito, il comportamento dei Kray peggiorò e furono trasferiti in una cella comune, dove aggredirono la guardia con un vaso e fuggirono. Dopo essere stati rapidamente ricatturati, trascorsero la loro ultima notte in custodia militare a Canterbury bevendo sidro, mangiando patatine e fumando sigari per gentile concessione dei giovani militari che fungevano da guardie.
Il giorno successivo i Kray furono trasferiti in un carcere civile per scontare la pena per i crimini commessi durante la latitanza. Raban ha scritto che gli psichiatri della prigione che esaminarono Ronnie lo trovarono: "educativamente subnormale, psicopatico, schizofrenico e pazzo". Nonostante una carriera militare tutt'altro che brillante, i Kray adottarono uno stile estremamente militaresco: Ronnie prese a farsi chiamare "il Colonnello" e la loro casa al 178 di Vallance Road fu soprannominata "Fort Vallance".

## Carriera criminale

### Proprietari di locali notturni
I precedenti penali dei Kray e il congedo con disonore dai Royal Fusiliers posero fine alla loro carriera di pugili e i fratelli si dedicarono al crimine a tempo pieno. Acquistarono un locale di biliardo in rovina a Mile End, dove avviarono diversi racket di protezione. Alla fine degli anni Cinquanta, i Kray lavoravano per Jay Murray di Liverpool ed erano coinvolti in dirottamenti, rapine a mano armata e incendi dolosi, grazie ai quali acquisirono altri club e proprietà. Nel 1960, Ronnie fu incarcerato per 18 mesi per aver gestito un racket di protezione. Mentre era in prigione, Peter Rachman, a capo di un'operazione di landlord, vendette a Reggie un nightclub chiamato Esmeralda's Barn per scongiurare le minacce di ulteriori estorsioni. Il locale si trova dove ora sorge il Berkeley Hotel.
La proprietà dell'Esmeralda's Barn aumentò l'influenza dei Kray nel West End, rendendoli delle celebrità oltre che dei criminali. I gemelli adottarono una norma secondo la quale chiunque non avesse mostrato il dovuto rispetto sarebbe stato severamente punito. Sia Ronnie che Reggie riciclavano notoriamente denaro attraverso i cinodromi e ippodromi, oltre che attraverso le imprese, il che portò diverse altre persone a essere indagate a metà degli anni Sessanta per la loro collaborazione con i crimini. Furono aiutati da un banchiere di nome Alan Cooper che voleva protezione contro i rivali dei Kray, la Richardson Gang, con sede a sud di Londra. Raban ha definito Ronnie il "più debole" dei due gemelli, scrivendo che era "... un uomo la cui presa sulla realtà era così lieve e patologicamente squilibrata che era in grado di vivere una finzione rozza e principalmente colorata, torcendo la città nella forma di un brutto thriller". Ronnie prendeva consapevolmente a modello lo stile di "The Firm" sulla base di ciò che aveva letto sulla malavita di Chicago, ad esempio facendo venire a casa il suo barbiere personale per sistemargli i capelli, perché aveva letto da qualche parte che questa era la prassi per i gangster di Chicago negli anni Venti.

### Lo status di celebrità
Negli anni '60, i gemelli Kray erano visti come proprietari di nightclub ricchi e affascinanti e facevano parte della scena della Swinging London. Gran parte della loro fama era dovuta alle loro attività non criminali come figure popolari nel circuito delle celebrità, venendo fotografati da David Bailey in più di un'occasione e socializzando con signori, parlamentari, mondani e personaggi dello spettacolo, tra cui Frank Sinatra, Peter Sellers, Joan Collins, Judy Garland, Diana Dors, George Raft, Sammy Davis Jr, Shirley Bassey, Liza Minnelli, Cliff Richard, Dusty Springfield, Jayne Mansfield, Richard Harris, Danny La Rue e Barbara Windsor.
"Sono stati gli anni più belli della nostra vita. Li chiamavano gli "swinging sixties". I Beatles e i Rolling Stones erano i dominatori della musica pop, Carnaby Street dominava il mondo della moda... e io e mio fratello dominavamo Londra. Eravamo fottutamente intoccabili..."
- Ronnie Kray, nella sua autobiografia La mia storia
Parte dello status di celebrità dei Kray negli anni Sessanta era dovuto alla percezione diffusa che i gemelli fossero uomini che, grazie ai propri sforzi, erano usciti dalla povertà per raggiungere posizioni di grande ricchezza e potere. I Kray erano visti come un esempio, anche se perverso, della "meritocrazia" che avrebbe sostituito il tradizionale sistema di classi. Inoltre, gli anni Sessanta erano un periodo in cui molti valori tradizionali britannici venivano messi in discussione e i gemelli Kray erano ampiamente visti come "ribelli" contro quelli che venivano percepiti come valori tradizionali britannici bigotti e ipocriti. Gli studiosi Chris Jenks e Justin Lorentzen hanno scritto che negli anni Sessanta c'era "una sfiducia popolare nei confronti dell'establishment" e che mentre molti giovani "deridevano il Primo Ministro Macmillan e il Presidente Johnson, i loro insegnanti e docenti universitari, i preti e i moralisti", i Kray erano visti come eroi popolari. L'epoca degli "Swinging Sixties" fu un periodo di intensi dibattiti sul consumismo, la mobilità sociale, la sessualità, lo stile e la tolleranza sociale, e i Kray furono coinvolti in tutti questi dibattiti come simboli, cattivi o buoni, dei cambiamenti in atto nella società britannica.
I Kray tenevano moltissimo alla loro immagine e coltivavano i media invitando i giornalisti a fotografarli con altre celebrità nei locali notturni o mentre facevano beneficenza. I Kray si dedicavano in modo ossessivo alla gestione e alla promozione dell'immagine che desideravano, ossia quella di benefattori della società che facevano generosamente beneficenza e di uomini che erano usciti dalla povertà per diventare ricchi e potenti. Il sociologo Dick Hebdige ha scritto che i Kray avevano: "... una sofisticata consapevolezza dell'importanza delle pubbliche relazioni, eguagliata solo nel campo dell'immagine della politica americana... Come abbiamo visto, alcuni dei progetti dei Krays, se esaminati da vicino, assumono un aspetto bizzarro più adatto al teatro che alla ricerca razionale del profitto attraverso il crimine". Nel 1960, il gioco d'azzardo nei club fu legalizzato nel Regno Unito, il che per la prima volta permise di vedere apertamente persone "perbene" giocare d'azzardo al di fuori delle corse dei cavalli. I Kray erano proprietari di quattro locali notturni in cui il gioco d'azzardo era consentito, il che non solo permise loro di essere visti come uomini d'affari di successo, ma anche di socializzare con le persone "perbene" che in precedenza avrebbero evitato, almeno in pubblico, la compagnia di gangster che gestivano una "bisca".
I Kray si sono impegnati a promuovere un'immagine da "gangster chic", poiché entrambi vestivano in uno stile che innumerevoli film avevano associato ai gangster, ossia indossando "discreti abiti scuri a doppio petto con cravatte strette e cappotti imbottiti sulle spalle. Abbinati a gioielli sgargianti come grandi anelli d'oro, orologi a bracciale d'oro e gemelli di diamanti, i Kray trasmettevano un'immagine di grande prestigio". La studiosa britannica Ruth Penfold-Mounce ha descritto i Kray come un classico esempio di bandito sociale, criminali che sono diventati eroi popolari grazie alla convinzione di opporsi a un establishment corrotto e, paradossalmente, di sostenere la parte migliore dei valori della società. I Kray erano visti in certi ambienti come criminali del tipo "Robin Hood", i cui crimini erano considerati accettabili. Penfold-Mounce ha notato che combinavano un'aria di minaccia e violenza con un'immagine di "un'aria romantica di eroica gentilezza, generosità e l'apparente rafforzamento dei tradizionali parametri dell'ordine sociale di conservatorismo e moderazione". In questo contesto, i Kray sottolineavano che c'erano dei limiti ai valori che erano disposti a violare pur promuovendo l'immagine di se stessi come benefattori della società. Ad esempio, i Kray hanno insistito molto sull'immagine di rispetto nei confronti delle donne, poiché sapevano che il pubblico britannico non amava gli uomini irrispettosi nei confronti delle donne. Un ex membro del "The Firm", Tony Lambrianou, ha dichiarato che l'immagine positiva dei Kray era un "mito", sostenendo che le uniche persone di cui i fratelli si preoccupavano erano loro stessi.
Jenks e Loretzen hanno notato che l'immagine dei Kray ha poco a che fare con chi erano realmente i fratelli, descrivendo i Kray come molto più malvagi ed egoisti di quanto l'immagine popolare di "eroe popolare" non permetta. Gli ammiratori dei fratelli sottolineano le loro presunte caratteristiche di "Robin Hood", con i fratelli che avrebbero donato gran parte delle loro ricchezze illecite ai poveri meritevoli dell'East End; il loro rispetto per le donne; e come forza dell'ordine che si impegnava solo in quelli che erano considerati crimini socialmente accettabili, come il furto, mentre puniva coloro che si impegnavano in quelli che erano considerati crimini socialmente inaccettabili, come lo stupro. L'East End dell'epoca aveva le sue regole informali, come la profonda sfiducia nei confronti di Scotland Yard, esemplificata dal detto popolare "Non fare l'erba", che portava la polizia a lamentarsi di un "muro di silenzio". Nell'East End, dove la "furfanteria" era ampiamente ammirata, Jenks e Lorentzen hanno notato che "... gli eroi simbolici vengono eletti attraverso l'eccesso. I furti più audaci, la violenza più sadica e una ricerca quasi filosofica della gloria nell'infamia sono al primo posto nella mente della gente. Può emergere un'elisione tra stile e brutalità, come nel caso dei Kray".
Al contrario, i gemelli Kray erano visti in altri ambienti come simboli di decadenza morale e malvagità, con le famose fotografie dei due fratelli scattate da David Bailey che venivano viste come "gli archetipi frenologici della malvagità proletaria". Jenks e Lorentzen hanno scritto che i Kray sono diventati nella mente pubblica il simbolo della stessa criminalità organizzata britannica, in quanto associati a "storie di violenza eccessiva e gratuita e a un periodo in cui la criminalità londinese appariva non solo organizzata come mai prima, ma anche integrata nell'establishment e all'avanguardia della cultura popolare". Jenks e Lorentzen sostengono inoltre che la stretta associazione dei Kray con l'East End di Londra, un'area vista come un centro di "disorganizzazione sociale e decadenza morale", contribuisca ulteriormente all'immagine negativa dei fratelli. Almeno alcuni critici dei Kray hanno avanzato argomentazioni xenofobe secondo le quali i Kray non erano di origine inglese, ma erano invece il prodotto di un misto di discendenza ebraica ashkenazita e rom, presentato come tipico dell'East End, che in certi ambienti era visto come una "frontiera", un'area impoverita e senza legge che attirava molti immigrati. Non ci sono prove delle presunte origini ebraico-romaniche dei Kray, un'affermazione che sembra essere stata fatta solo per associare i Kray alla loro presunta patria familiare nell'Europa orientale e per allontanarli dalla società inglese. Infine, Jenks e Lorentzen hanno sostenuto che la rarità dei gemelli identici ha fatto apparire i fratelli particolarmente malvagi, dando loro l'immagine di "fenomeno da baraccone", poiché molti hanno trovato inquietante e snervante la visione di due uomini dall'aspetto e dalla voce esattamente identici.
La vicinanza dei Kray li faceva sembrare sinistri, come ha ricordato Lambrianou nel 1995: "Non eri mai, mai su un terreno solido con loro... Facevano un piccolo gioco tutto loro. C'era un linguaggio non detto; era quello che non dicevano tanto quanto quello che dicevano. C'è il mito che i Kray si prendessero cura di loro stessi, ma io non l'ho mai visto. I Kray erano loro stessi". Accanto a questa immagine da "fenomeno da baraccone" c'erano suggerimenti su quella che all'epoca era considerata una sessualità perversa. In un'epoca in cui l'omosessualità era ampiamente considerata anormale - soprattutto nella malavita dell'East End - Ronnie si faceva un punto d'onore di ostentare le sue relazioni omosessuali, cosa che negli anni Cinquanta-Sessanta era considerata piuttosto scioccante. Reggie era apparentemente eterosessuale, ma si diceva che avesse avuto dei fidanzati da adolescente. A queste voci si aggiungeva il fatto che aveva avuto una sola relazione nota con una donna, che era stato sposato per un breve periodo e che il suo matrimonio non era stato apparentemente mai consumato, il che portava alla convinzione diffusa che fosse anche gay. I Kray non erano asessuati, ma l'indeterminatezza della loro sessualità contribuì alla loro immagine popolare di essere in qualche modo vagamente perversi. Il fatto che i Kray fossero gangster di successo, pur non rientrando negli stereotipi eteronormativi standard di "uomini duri" o "amabile canaglia" associati ai gangster britannici, e rifiutando al contempo lo stereotipo popolare dell'effeminatezza degli uomini gay, ha portato a pensare che i Kray avessero qualcosa di innaturale. I "fatti sordidi" presentati durante il processo per omicidio intentato ai Krays nel 1968-1969 hanno fatto sì che la loro immagine di "eroe popolare" venisse eclissata da quella di "cattivo popolare".

### Alleanza con la mafia americana
I fratelli Kray si allearono con la "Commissione" di New York, che era il consiglio direttivo della mafia americana, essendo in contatto con Meyer Lansky e Angelo Bruno, che stavano cercando di investire nelle bische e nei locali notturni di Londra. La mafia prediligeva i nightclub e i casinò per il riciclaggio del denaro sporco e preferiva i nightclub e i casinò all'estero per evitare controlli ostili da parte delle autorità americane. I nightclub e i casinò dell'Avana erano serviti a lungo a questo scopo, ma dopo che la rivoluzione comunista del 1959 ne aveva provocato la chiusura, la mafia era alla ricerca di un sostituto, con conseguente interesse per i nightclub di Londra. La convinzione che i Kray fossero in grado di ricattare figure d'élite come Boothby e di influenzare in questo modo il governo britannico, li rese interessanti partner commerciali londinesi per la mafia. Sia Lansky che Bruno erano considerati figure diplomatiche per gli standard del crimine organizzato americano e si riteneva che fossero i migliori per negoziare con i turbolenti e irascibili Kray.

### Frank Mitchell
Il 12 dicembre 1966, i Kray aiutarono Frank Mitchell, "the Mad Axeman", a fuggire dalla prigione di Dartmoor. Ronnie aveva fatto amicizia con Mitchell mentre scontavano insieme la pena nel carcere di Wandsworth. Mitchell riteneva che le autorità dovessero rivedere il suo caso per ottenere la libertà condizionata, così Ronnie pensò di fargli un favore facendolo uscire da Dartmoor, dando risalto al suo caso nei media e costringendo le autorità ad agire. Una volta evaso Mitchell, i Kray lo tennero nell'appartamento di un amico a Barking Road, East Ham. Era un uomo di grossa taglia con un disturbo mentale ed era difficile da controllare. Scomparve, ma i Kray furono assolti dal suo omicidio. Freddie Foreman, un amico dei Kray, ha dichiarato nella sua autobiografia Respect di aver ucciso Mitchell per fare un favore ai gemelli e di essersi sbarazzato del suo corpo in mare.

### George Cornell
Ronnie sparò e uccise George Cornell, un membro della Richardson Gang, al pub Blind Beggar di Whitechapel il 9 marzo 1966. Il giorno prima c'era stata una sparatoria al Mr Smith's, un locale notturno di Catford, che aveva coinvolto i Richardson e Richard Hart, un socio dei Kray, che era stato colpito a morte. Questa sparatoria pubblica portò all'arresto di quasi tutta la banda Richardson. Cornell, per caso, non era presente nel locale durante la sparatoria e non fu arrestato.
Ronnie stava bevendo in un altro pub quando seppe dove si trovava Cornell. Si recò al Blind Beggar con il suo autista, "Scotch Jack" John Dickson, e il suo assistente Ian Barrie. Ronnie entrò nel pub con Barrie, andò dritto verso Cornell e gli sparò alla testa in piena vista. Barrie, confuso dall'accaduto, sparò cinque colpi in aria avvertendo gli astanti di non riferire l'accaduto alla polizia. Poco prima di essere colpito, Cornell osservò: "Bene, guardate chi c'è". Morì alle 3:30 del mattino in ospedale. Ronnie soffriva già di schizofrenia paranoica al momento dell'omicidio.
Secondo alcune fonti, Ronnie uccise Cornell perché lo aveva definito un "fat poof" (un termine dispregiativo per gli uomini gay) durante uno scontro tra i Kray e i Richardson all'Astor Club il giorno di Natale del 1965. Il membro dei Richardson Frankie Fraser fu processato per l'omicidio di Hart da Mr. Smith, ma fu dichiarato non colpevole. Il membro dei Richardson Ray "il belga" Cullinane testimoniò di aver visto Cornell prendere a calci Hart. I testimoni non collaborarono con la polizia nel caso di omicidio a causa di intimidazioni e il processo si concluse in modo inconcludente senza indicare alcun sospetto in particolare. Nel suo libro di memorie del 1988, Ronnie scrisse: "Mi sentivo fottutamente bene. Non mi sono mai sentito così bene, così dannatamente vivo, né prima né dopo. A distanza di vent'anni posso ricordare ogni secondo dell'uccisione di George Cornell. L'ho ripetuto nella mia mente milioni di volte".
Gli alleati mafiosi dei Kray non erano soddisfatti dell'omicidio di Cornell, ritenendo che fosse imprudente da parte di Ronnie commettere un omicidio in pubblico, invece di assegnare il compito a qualche socio minore. Reggie riuscì, con l'aiuto di Raft, a mantenere l'alleanza, sostenendo che "lo Studio" era ancora il miglior partner commerciale della mafia a Londra. Raft e Reggie usarono il fatto che nessuno dei testimoni del Blind Beggar fosse disposto a testimoniare contro Ronnie come prova del grado di paura che i Kray ispiravano. Poco dopo, a Raft fu impedito di tornare in Gran Bretagna dopo un viaggio negli Stati Uniti da un ordine del Ministero degli Interni come "indesiderabile", costando così ai Krays il loro più forte alleato all'interno della mafia.

### Jack "the Hat" McVitie
Nell'ottobre 1967, quattro mesi dopo il suicidio della moglie Frances, Reggie fu presumibilmente incoraggiato dal fratello a uccidere Jack "the Hat" McVitie, un membro minore della banda Kray che non aveva rispettato un contratto di 1.000 sterline, di cui 500 gli erano state pagate in anticipo, per uccidere il loro ex consulente finanziario, Leslie Payne. McVitie fu attirato in un appartamento seminterrato di Evering Road, Stoke Newington, con la scusa di una festa. Una volta entrato nel locale, vide Ronnie seduto nella sala d'ingresso. Ronnie si è avvicinato, scatenando una raffica di insulti verbali e tagliando McVitie sotto l'occhio con un pezzo di vetro rotto. Si ritiene che a quel punto sia scoppiata una discussione tra i gemelli e McVitie. Quando la discussione si è fatta più accesa, Reggie ha puntato una pistola alla testa di McVitie e ha premuto il grilletto due volte, ma l'arma non ha sparato.
McVitie fu quindi abbracciato dal cugino dei gemelli, Ronnie Hart, e Reggie ricevette un coltello da intaglio. A quel punto accoltellò McVitie al volto e allo stomaco, conficcandogli la lama nel collo mentre roteava il coltello, senza fermarsi nemmeno quando McVitie giaceva a terra in fin di vita. Reggie aveva commesso un omicidio molto pubblico, contro qualcuno che secondo molti membri dello Studio non meritava di morire. In un'intervista del 2000, poco dopo la morte di Reggie, Freddie Foreman rivelò che McVitie aveva la reputazione di lasciare dietro di sé una carneficina a causa del suo consumo abituale di droghe e di superalcolici, e di aver minacciato di fare del male ai gemelli e alla loro famiglia.

### Arresto, procedimento penale e detenzione
Il sovrintendente capo Leonard "Nipper" Read di Scotland Yard fu promosso alla Squadra Omicidi e il suo primo incarico fu quello di catturare i gemelli Kray. Durante la prima metà del 1964, Read aveva indagato sulle loro attività, ma la pubblicità e le smentite ufficiali sulla relazione tra Ron e Boothby resero inutili le prove raccolte. Read si mise nuovamente sulle tracce dei gemelli nel 1967, ma si scontrò spesso con il "muro del silenzio" dell'East End, che scoraggiava chiunque dal fornire informazioni alla polizia. I gemelli furono rappresentate in tribunale da Nemone Lethbridge.
Alla fine del 1967 Read aveva accumulato abbastanza prove contro i Kray. All'inizio del 1968, i Kray assunsero Alan Bruce Cooper, che inviò Paul Elvey a Glasgow per acquistare esplosivi per un'autobomba. Elvey era un ingegnere radiofonico che nel 1964 aveva messo in onda Radio Sutch, poi ribattezzata Radio City. Dopo essere stato trattenuto dalla polizia in Scozia, confessò di essere coinvolto in tre tentativi di omicidio. Le prove furono indebolite da Cooper, che affermò di essere un agente del Dipartimento del Tesoro degli Stati Uniti che indagava sui legami tra la mafia americana e la banda Kray. I tentativi di omicidio erano il suo tentativo di far ricadere la colpa sui Kray.
Alla fine Scotland Yard decise di arrestare i Kray sulla base delle prove già raccolte, nella speranza che altri testimoni sarebbero stati disponibili una volta che i Kray fossero stati arrestati. L'8 maggio 1968 i Kray e altri 15 membri della Firm furono arrestati. Furono usate misure eccezionali per impedire la collusione tra gli accusati. Nipper Read intervistò segretamente ciascuno degli arrestati e offrì a ciascun membro della Firm un accordo se avesse testimoniato contro gli altri. Donoghue disse direttamente alle gemelle che non era disposto a farsi convincere a dichiararsi colpevole, con grande rabbia delle gemelle. Poi informò Read, tramite la madre, che era pronto a collaborare.
La difesa dei gemelli, sotto la guida del loro avvocato John Platts-Mills, QC, consistette nel negare categoricamente tutte le accuse e nello screditare i testimoni sottolineando il loro passato criminale. Il giudice Melford Stevenson disse: "A mio parere, la società si è guadagnata una pausa dalle vostre attività". Il processo, che durò dal gennaio al marzo 1969, fu un vero e proprio scandalo mediatico. La richiesta di assistere al processo nella sezione della galleria pubblica del tribunale fu tale che si creò un mercato nero dei posti, con un prezzo di 5 sterline al giorno per un posto nella galleria pubblica. Si trattò della più lunga udienza per omicidio nella storia della giustizia penale britannica, durante la quale il giudice Melford Stevenson dichiarò che le condanne non dovevano essere inferiori a trent'anni. Nel marzo 1969, entrambi furono condannati all'ergastolo, con un periodo di 30 anni per gli omicidi di Cornell e McVitie in cui non avrebbero potuto chiedere la libertà vigilata. Il fratello Charlie fu incarcerato per dieci anni per il suo ruolo negli omicidi.

### Anni successivi
Ronnie Kray era un prigioniero di categoria A, a cui erano negate quasi tutte le libertà e a cui non era permesso di mescolarsi con gli altri prigionieri. Alla fine fu dichiarato pazzo, la sua schizofrenia paranoide fu mitigata con farmaci costanti; nel 1979 fu internato e visse il resto della sua vita nel Broadmoor Hospital di Crowthorne, nel Berkshire. Reggie Kray è stato rinchiuso nella prigione di Maidstone per otto anni (categoria B). Nel 1997 fu trasferito nel carcere di categoria C di Wayland, nel Norfolk.

### Morte
Ronnie morì il 17 marzo 1995 all'età di 61 anni al Wexham Park Hospital di Slough, nel Berkshire. Due giorni prima aveva avuto un infarto al Broadmoor Hospital. Reggie uscì di prigione in manette per partecipare al funerale.
Reggie è morto per un cancro terminale dopo essere stato rilasciato per motivi compassionevoli all'età di 66 anni il 1º ottobre 2000. Durante la sua detenzione, Reggie Kray è nato cristiano. Fu rilasciato da Wayland il 26 agosto 2000 per motivi compassionevoli, su indicazione del Ministro degli Interni Jack Straw. All'inizio dell'anno gli era stato diagnosticato un cancro alla vescica, la cui malattia era stata dichiarata terminale. Le ultime settimane della sua vita sono state trascorse con la moglie di tre anni, Roberta, in una suite del Townhouse Hotel di Norwich, dopo aver lasciato il Norfolk and Norwich Hospital il 22 settembre 2000. Dieci giorni dopo la sua morte fu sepolto accanto al fratello Ronnie nel cimitero di Chingford Mount. Durante il funerale, una folla di migliaia di persone si è messa in fila per applaudire.

## Nel cinema
- The Krays (1990), biopic cinematografico con due componenti degli Spandau Ballet ad interpretare i due gemelli, Gary Kemp nel ruolo di Ronnie e Martin Kemp in quello di Reggie.
- Legend (2015), biopic con Tom Hardy nel ruolo di Ronnie e Reggie.
- The Rise of the Krays (2015), film a basso costo con Simon Cotton nel ruolo di Ronnie e Kevin Leslie in quello di Reggie.
- The Fall of the Krays (2016), sequel a basso budget del precedente film del 2015, sempre con Simon Cotton nel ruolo di Ronnie e Kevin Leslie in quello di Reggie
- Code of Silence (2021), incentrato sull'ultimo tentativo di Leonard "Nipper" Read di far condannare i fratelli Kray, con Ronan Summers nel ruolo di Ronnie e Reggie.

## Nella letteratura
- Gaines, J.H. (2012). The Krays Not Guilty Your Honour. Biography
- Pearson, John (1972). The Profession of Violence: The Rise and Fall of the Kray Twins. New York, Saturday Review Press.
- Kray, Reggie; Kray, Ronnie (1988). Our Story. Autobiography
- Kray, Reggie (1990). Born Fighter. Autobiography
- Kray, Ronnie (1994). My Story.
- Kray, Reggie (2000). A Way of Life: Over Thirty Years of Blood, Sweat and Tears. Autobiography of Reggie Kray
- Kray, Charles (2000). Me and my Brothers. Autobiography of the Kray twins

## Teatro
Negli anni settanta sono state prodotte due opere teatrali basate su versioni poco velate dei Kray:
- Alpha Alpha, di Howard Barker nel 1972.
- England England, un musical di Snoo Wilson con musiche di Kevin Coyne e regia di Dusty Hughes nel 1977, con Bob Hoskins e Brian Hall nei ruoli principali.

## Libri e articoli
- Hebdige, Dick (1974). The Kray Twins: A Study of a System of Closure. Birmingham: University of Birmingham Press.
- Jenks, Chris; Lorentzen, Justin (2004). "The Kray Fascination". In Chris Jenks (ed.). Urban Culture Critical Critical Concepts in Literary and Cultural Studies Volume 4. London: Routledge. pp. 3–24.
- Pearson, John (2010). Notorious The Immortal Legend of the Kray Twins. New York: Randhom House.
- Penfold-Mounce, Ruth (2010). Celebrity Culture and Crime The Joy of Transgression. London: Palgrave Macmillan.
- Pettey, Homer (2018). "The Kray Twins and Biographical Media". In R. Barton Palmer, Homer B. Pettey (ed.). Rule, Britannia! The Biopic and British National Identity. New York: State University of New York Press. pp. 1–22.
- Raban, Jonathan (2004). "The Emporium of Styles". In Chris Jenks (ed.). Urban Culture Critical Concepts in Literary and Cultural Studies Volume 1. London: Routledge. pp. 229–248.
- Krays Not guilty Your Honour, di JH Gaines
- Born or Bred? - Storia dei gemelli Kray da timedetectives.co.uk
- Professione criminale. La Londra dei gemelli Kray, John Pearson, Milieu, 2020, Milano